# Charlie Kohlhase
Charlie Kohlhase (* 28. November 1956 in Portsmouth, New Hampshire) ist ein US-amerikanischer Jazzsaxophonist.

## Leben und Wirken
Kohlhase begann im Alter von 18 Jahren Saxophon zu spielen. Nach privatem Unterricht bei Stan Strickland und Roswell Rudd ging er 1980 nach Boston. Hier leitete er seit 1982 eigene Gruppen. 1987 gründete er mit dem Saxophonisten Matt Langley, dem Posaunisten Curtis Hasselbring (dem nach seinem Ausscheiden 1992 John Carlson nachfolgte), dem Bassisten John Turner und dem Schlagzeuger Matt Wilson das Charlie Kohlhase Quintet.
Außerdem leitet Kohlhase das Quintett CK5, das Quintett Explorer's Club mit Matt Langley und die Saxophone Support Group. Weiterhin war bzw. ist er Mitglied des Nate McBride Quartet, von Matt Stecklers Dead Cat Bounce und Chris Allens Central Artery Project, trat mit der Gruppe The Estate und dem Chuck Gabriel Septet und bildete mit Matt Langley ein Saxophonduo.
Von 1988 bis 2001 war er Mitglied des Either/Orchestra. 1997, 1998 und 2003 unternahm er als Co-Leader Tourneen durch Neuengland mit dem dänischen Saxophonisten John Tchicai. 2003 war er mit Dave Douglas und Roswell Rudd Artist in Residence an der Harvard University. Im gleichen Jahr beteiligte er sich an Anthony Braxtons Genome Project, arbeitete mit dem Komponisten Leroy Jenkins am Bostoner Institute of Contemporary Art zusammen und tourte im Trio mit John Tchicai und Garrison Fewell. Zu hötren ist er auch auf Dennis González’ Album No Photograph Available (2006).

## Diskographie
- Charlie Kohlhase Saxophone Quartet, 1985
- Research &Development, Charlie Kohlhase Quintet, Accurate Records, 1990
- Good Deeds, Charlie Kohlhase Quintet, 1992
- Dart Night, Charlie Kohlhase Quintet, 1995
- Dancing On My Bedpost, Charlie Kohlhase Quintet,  1998
- Life Overflowing mit John Tchicai, 1998
- Konk mit Keith Hedger, Nate McBride und Curt Newton, 1998
- Congeniality mit Mitch Seidman und Jeff Galindo, 1999
- You Start mit Max Langley, 1999
- Eventuality mit Roswell Rudd, 2000
- CK5 Live, CK5, 2001-02
- North Country Pie mit David Wertman und Lou Grassi, 2002
- Good Night Songs mit John Tchcai und Garrison Fewell, 2006
- Tribal Ghost (NoBusiness Records, 2014), mit John Tchicai, Garrison Fewell, Cecil McBee, Billy Hart